# Martin Kavan
Martin Kavan (* 27. ledna 1980 České Budějovice) je český herec, loutkoherec a kaskadér

## Život a umělecké působení
Martin Kavan se narodil 27. ledna 1980 v Českých Budějovicích. Jeho matka je herečka a loutkoherečka Šárka Kavanová, jeho dědečkem byl herec Jihočeského divadla Vladimír Janura, babička Jiřina Janurová byla v tomtéž divadle inspicientkou, bratr je herec Ondřej Kavan. Po maturitě byl přijat na DAMU, obor alternativní a loutkové divadlo. Během studií si již zahrál jako kaskadér v několika českých i zahraničních filmech. Po ukončení studia v roce 2002 debutoval malou rolí ve filmu Non Plus Ultras. Zatím se nejvíce dostal do povědomí diváků v roli pošťáka Ondry v televizním pořadu Pošta pro tebe, nebo v seriálu Rodinná pouta. Působil v Divadle Minor v Praze. Byl hostem v televizních pořadech, např. Hobby naší doby, Devatero řemesel. Je ženatý s Terezou Kavan Klimešovou. Mají dvě děti, se kterými absolvoval rodičovskou dovolenou.

### Filmy[3]
- 2004 Non Plus Ultras
- 2005 Kletba bratří Grimmů
- 2016 Bezva ženská na krku
- 2022 Jan Žižka

### Role v seriálech
- 2004 Rodinná pouta
- 2005 Pošta pro Tebe
- 2007 Trapasy
- 2008 Kriminálka Anděl (Loupež), Černá sanitka (Zhulenci a policajti)
- 2009 Proč bychom se netopili (Vodácká svatba)
- 2011 Kriminálka Anděl (Pistole),
- 2013 Nejlepší trapasy
- 2017 Kapitán Exner
- 2018 Labyrint
- 2019 Most!